# Priorado Conventual de Digos
O Priorado Conventual de São Bento, Digos, Davao do Sul, Filipinas, é um mosteiro beneditino da Congregação dos Beneditinos Missionários de São Ottilien. Fundado em 1983 a pedido do bispo Generoso Camiña da Diocese de Digos, o mosteiro alberga actualmente 21 monges. O Prior Conventual Edgar Friedmann é o superior da comunidade.

## História

### Criação de uma fundação
Em 1981, o bispo Generoso Camiña, da Diocese Católica Romana de Digos, pediu ao abade Notker Wolf para estabelecer um mosteiro de missionários beneditinos na ilha de Mindanau. O arcebispo Wolf visitou Digos no outono daquele ano e, em seguida, apresentou um relatório ao Conselho da Congregação. O Conselho decidiu que uma fundação deveria ser feita, sob a autoridade do próprio Conselhoo e não de um determinado mosteiro da Congregação.
No entanto, a decisão do Conselho não foi aprovada por unanimidade entre os monges beneditinos missionários. Alguns monges expressaram preocupação com o declínio do número de monges nos mosteiros europeus, questionando se uma fundação nas Filipinas, não uma área tradicionalmente servida pelos missionários beneditinos, era prudente. Além disso, a situação política tumultuada de Mindanau forneceu mais motivos de preocupação.
Apesar dessas questões, a fundação planejada prosseguiu. No outono de 1982, Odo Haas, abade emérito de St Maurus e St Placidus Abbey, Waegwan, e dois outros monges beneditinos missionários chegaram a Digos. Esta equipe inicial logo se juntou a dois monges coreanos. Tal combinação representou a primeira ocasião em que monges de uma "abadia-mãe" europeia e monges da fundação de uma abadia-mãe trabalharam juntos para estabelecer uma nova comunidade monástica.

## Trabalho apostólico
A comunidade monástica do Priorado Conventual de Digos sustenta-se a si própria e à comunidade local através de vários apostolados.
- Agricultura: Fazendas e hortas produzem várias culturas, frutas e vegetais, especialmente coco e manga.
- Pecuária: Gado leiteiro e porcos são criados no mosteiro.
- Orchidaria: A produção de flores ocorre em Digos e na Casa de Estudo de Santo Anselmo, Davao.
- "Loja do Mosteiro": Recentemente estabelecido, este local vende chocolate ao leite e ao leite produzidos pelo mosteiro. O mosteiro também entrega leite para escolas locais.
- "Clínica de São Bento": Uma equipe de monges e médicos voluntários presta assistência médica gratuita a pessoas empobrecidas. Além disso, clínicas gratuitas são oferecidas ocasionalmente em outras localidades.
- Programa de Bolsas: Cerca de cem estudantes universitários são auxiliados em seus esforços para a obtenção da graduação.
- Casa de Retiros: Inaugurado logo após a fundação do mosteiro, o centro de retiros permite retiros individuais e em grupo. Os retirantes muitas vezes juntam-se à comunidade monástica para a liturgia.[2]

## Dependências
A Casa de Estudo de Santo Anselmo, Davao, Mindanau, Filipinas é a única casa dependente do Priorado Conventual de São Bento. A fundação, 45 km de Digos, foi criado em 1988 para monges envolvidos em estudos clericais na escola teológica de Davao. Atualmente, cinco monges beneditinos missionários residem na casa de estudos de Santo Anselmo, assim como alguns monges do mosteiro beneditino Silvestre em Cebu. O superior da casa de estudos é o Pe. Filipe Calambro.

## Bibliogafia
- Godfrey Sieber, OSB, The Benedictine Congregation of Saint Ottilien, St Ottilien: EOS Verlag, 1992. pp 98–101